# Rejon boguczański
Rejon boguczański (ros. Богуча́нский райо́н, Boguczanskij rajon) – rejon administracyjny i komunalny Kraju Krasnojarskiego w Rosji. Stolicą rejonu jest wieś Boguczany, której ludność stanowi 22,6% populacji rejonu. Rejon został utworzony 4 lipca 1927 roku.

## Położenie
Rejon ma powierzchnię 53 985 km² i znajduje się w środkowowschodniej części Kraju Krasnojarskiego, granicząc na północny z rejonem ewenkijskim, na wschodzie z rejonem kieżemskim, na południowym wschodzie z obwodem irkuckim, na południu z rejonem abańskim, na południowym zachodzie z rejonem tasiejewskim, a na zachodzie z rejonem motygińskim.
Przez rejon przepływa rzeka Angara.
Znajduje się tu port lotniczy Boguczany.

## Ludność
W 1989 roku rejon ten liczył 58 235 mieszkańców, w 2002 roku 50 503, w 2010 roku 49 976, a w 2011 zaludnienie wyniosło do 47 839 osób.
Udział poszczególnych narodowości w populacji rejonu w 2002 roku był następujący:
- Rosjanie: 86.4%
- Niemcy: 6.3%
- Czuwasze: 1.8%
- Ukraińcy: 1.4%
- Mordwini: 0.7%
- Białorusini: 0.6%
- Tatarzy: 0.5%
- Chakasi: 0.1%

## Gospodarka
Na terenie rejony znajduje się Boguczańska Elektrownia Wodna (uruchomiona w 2011 roku) oraz Boguczańska Huta Aluminium.

## Podział administracyjny
Administracyjnie rejon dzieli się na 18 sielsowietów i jedno "terytorium międzysielsowietowe" (Межселенная территория).